# 155 نورث واكير
155 نورث واكير هي ناطحة سحاب 48 قصة تقع في شيكاغو ، إلينوي صممه Goettsch الشركاء وتم تطويره من قبل شركة باك جون انها تقف 638 قدم ( 195 م) .
 وقد تلقت LEED الفضية قبل التصديق.